# Kościół Matki Boskiej Bolesnej w Dębowej Łące
Kościół Matki Boskiej Bolesnej – rzymskokatolicki kościół filialny należący do parafia św. Apostołów Piotra i Pawła w Dębowej Łące (dekanat Golub diecezji toruńskiej).
Jest to dawna świątynia ewangelicka. Po II wojnie światowej spełniała funkcję kościoła szkolnego. Wybudowana została w latach 1900–1901. Do 1945 roku świątynia należała do gminy ewangelickiej. W tym samym roku została przejęta przez katolików, poświęcona i oddana miejscowej ludności jako kościół filialny parafii w Dębowej Łące.
Budowla została wzniesiona w stylu neogotyckim. Świątynia jest murowana i zbudowana z cegły. Korpus kościoła jest jednonawowy, od strony północnej znajduje się prezbiterium, przy ścianie południowej są umieszczone: empora i chór organowy. Z przodu znajduje się czworokątna wieża przechodząca w górnej partii w ośmiokąt, przy prezbiterium jest umieszczona trójbocznie zamknięta zakrystia. Korpus nakrywa dach dwuspadowy, pokryty dachówką esówką, wieża nakryta jest dachem namiotowym – ośmiospadowym. Zakrystię nakrywa dachówka karpiówka ułożona w koronkę.
Wnętrze korpusu posiada otwartą więźbę dachową, prezbiterium i partię podwieżową nakrywa sklepienie krzyżowe.
Świątynia posiada wyposażenie głównie w stylu neogotyckim (ołtarz główny, ambona, konfesjonał, feretrony, witraże umieszczone w prezbiterium, nawie i zakrystii). W XIX wieku powstały również: ludowy krucyfiks procesyjny i figura Chrystusa Zmartwychwstałego. Organy posiadające zewnętrzną oprawę neogotycką i współczesne jej wyposażenie (z końca XIX stulecia) zostały zbudowane przez firmę Orgelbauanstalt A. Terletzki, Inh. Ed. Wittek z Elbinga (Elbląga); instrument posiada trakturę pneumatyczną, wiatrownice pneumatyczno-stożkowe, 12 rejestrów, 2 manuały i pedał.